# De Moeren

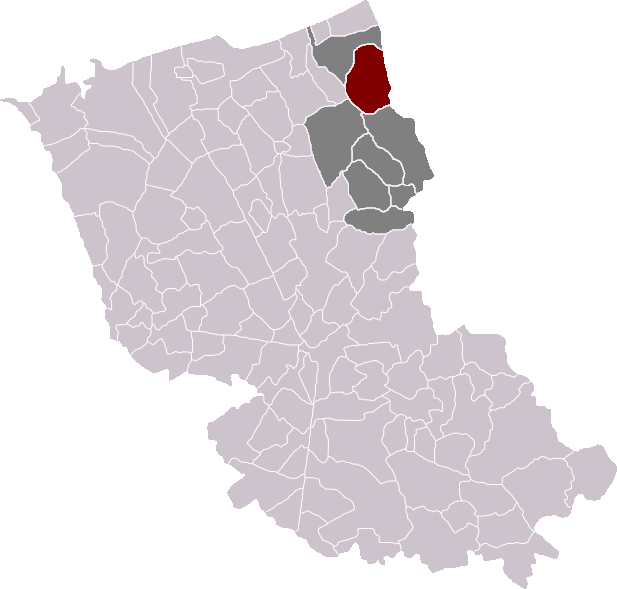
Localització de Les Moëres

De Moeren  (en francesitzat després de l'annexió per França en Les Moëres) és un municipi francès, situat a la regió dels Alts de França, al departament del Nord, que forma part de la Westhoek. L'any 2006 tenia 724 habitants. Forma part del Blootland. Limita a l'oest amb Warhem, al sud amb Hondschoote i al nord amb Ghyvelde i Veurne.
Fins al segle xvii era una zona de maresme, inhabitable. L'enginyer brabanço Venceslau Cobergher (1557-1634) va bastir una obra de desguàs i crear un pòlder cultivable. Després del Tractat d'Utrecht el 1713 es va traçar la frontera nord-sud al mig del poble i la part occidental passà a França, que amb el respecte conegut per a la toponímia en llengües minoritàries van francitzar el nom de la seva part en Les Moëres. La nova frontera i l'hostilitat entre França i la Corona de Castella van causar l'occàs de l'èquip de desguàs, i la zona va tornar a submergir-se. Només al segle xix es va trobar un acord per reparar-lo.

## Demografia
| Evolució de la població |      |      |      |      |      |      |      |      |
| 1793                    | 1800 | 1806 | 1821 | 1831 | 1836 | 1841 | 1846 | 1851 |
| 364                     | 252  | 287  | 458  | 670  | 767  | 884  | 912  | 927  |

| 1856 | 1861 | 1866 | 1872 | 1876 | 1881 | 1886 | 1891 | 1896 |
| ---- | ---- | ---- | ---- | ---- | ---- | ---- | ---- | ---- |
| 894  | 873  | 851  | 881  | 862  | 847  | 844  | 913  | 962  |

| 1901  | 1906  | 1911  | 1921 | 1926 | 1931 | 1936 | 1946 | 1954 |
| ----- | ----- | ----- | ---- | ---- | ---- | ---- | ---- | ---- |
| 1 025 | 1 068 | 1 013 | 938  | 869  | 867  | 842  | 743  | 648  |

| 1962 | 1968 | 1975 | 1982 | 1990 | 1999 | 2006 | 2011 | 2016 |
| ---- | ---- | ---- | ---- | ---- | ---- | ---- | ---- | ---- |
| 716  | 642  | 683  | 748  | 693  | 670  | -    | -    | -    |

| 2019 | - | - | - | - | - | - | - | - |
| ---- | - | - | - | - | - | - | - | - |
| -    | - | - | - | - | - | - | - | - |

## Administració
| Període | Identitat    | Partit |
| ------- | ------------ | ------ |
| 2004-   | Hervé Laniez |        |